# Indian Ocean Island Games

Offizielles Logo der Spiele 2011

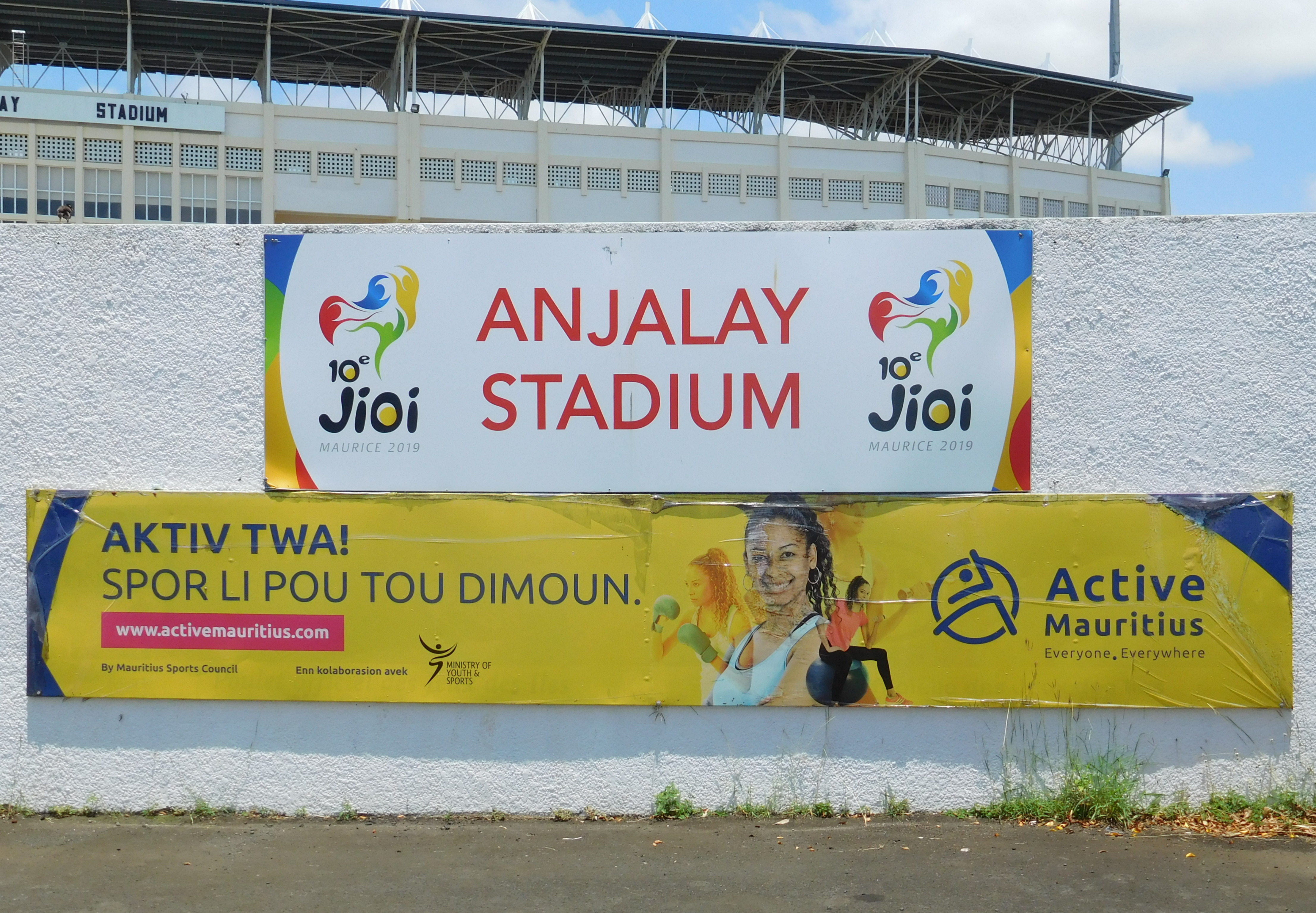
Wettkampfstätte 2019: das Anjalay Stadium auf Mauritius

Die Indian Ocean Island Games (französisch Jeux des îles de l’océan Indien, JIOI) sind eine Multisportveranstaltung von Inseln im Südwesten des Indischen Ozeans. Sie finden gegenwärtig aller vier Jahre statt, wobei Mauritius, die Seychellen, die Komoren, Madagaskar, Mayotte, Réunion und die Malediven teilnehmende Länder sind. 
Bei den Spielen 2015 auf La Réunion kam es in zwei Fällen zu einem Eklat, einigen Teilnehmern und Betreuern von den Komoren waren nicht rechtzeitig Visa durch die französischen Behörden erteilt worden, und bei einer Siegerehrung nahmen Offizielle einer madagassischen Sportlerin die Nationalfahne weg. Sowohl die Komoren als auch Madagaskar zogen ihre Mannschaft noch im Verlaufe des Turniers zurück. 
Bei den Indian Ocean Island Games 2023 in Madagaskar kam es am 26. August, dem Tag der Eröffnungszeremonie – an der rund 50.000 Menschen teilnahmen – in Antananarivo, zu einer Massenpanik im Eingangsbereich des Stadions Kianja Barea, wobei 13 Menschen starben und 107 verletzt wurden.

## Die Spiele im Überblick
| Nr. | Jahr | Stadt        | Land                |
| --- | ---- | ------------ | ------------------- |
| 1   | 1979 | Saint-Denis  | Réunion, Frankreich |
| 2   | 1985 | Port Louis   | Mauritius           |
| 3   | 1990 | Antananarivo | Madagaskar          |
| 4   | 1993 | Victoria     | Seychellen          |
| 5   | 1998 | Saint-Denis  | Réunion, Frankreich |
| 6   | 2003 | Réduit       | Mauritius           |
| 7   | 2007 | Antananarivo | Madagaskar          |
| 8   | 2011 | Victoria     | Seychellen          |
| 9   | 2015 | Saint-Denis  | Réunion, Frankreich |
| 10  | 2019 | Port Louis   | Mauritius           |
| 11  | 2023 | Antananarivo | Madagaskar          |
| 12  | 2027 | Moroni       | Komoren             |

## Medaillenspiegel
| Rang   | Land       | Gold | Silber | Bronze | Gesamt |
| ------ | ---------- | ---- | ------ | ------ | ------ |
| 1      | Réunion    | 584  | 534    | 461    | 1579   |
| 2      | Mauritius  | 405  | 462    | 504    | 1371   |
| 3      | Madagaskar | 353  | 339    | 371    | 1063   |
| 4      | Seychellen | 214  | 201    | 240    | 655    |
| 5      | Komoren    | 4    | 11     | 48     | 63     |
| 6      | Mayotte    | 2    | 8      | 9      | 19     |
| 7      | Malediven  | 1    | 7      | 14     | 22     |
| Gesamt | Gesamt     | 1563 | 1562   | 1647   | 4772   |

Die 2003 von Frankreich gewonnenen Medaillen sind bei Réunion enthalten.

## Sportarten
- Badminton (Details)
- Boxen
- Basketball
- Fußball (Details)
- Gewichtheben
- Judo
- Karate
- Leichtathletik
- Pétanque
- Radsport
- Ringen
- Segeln
- Schwimmsport
- Taekwondo
- Tennis
- Tischtennis
- Volleyball